# Northumberland (Nueva York)
Northumberland es un municipio del condado de Saratoga, estado de Nueva York, Estados Unidos. Tiene una población estimada, a mediados de 2024, de 5187 habitantes.

## Geografía
Está ubicado en las coordenadas 43°09′44″N 73°37′42″O / 43.16222, -73.62833 (43.162315, -73.628333).

## Demografía
Según la estimación 2019-2023 de la Oficina del Censo, los ingresos medios de los hogares son de $88,182 y los ingresos medios de las familias son de $111,494. Alrededor del 6.8% de la población está por debajo de la línea de pobreza.